# الوكالة الجزائرية للتعاون الدولي من أجل التضامن والتنمية
الوكالة الجزائرية للتعاون الدولي من أجل التضامن والتنمية هي وكالة ومؤسسة عمومية تابعة لرئاسة الجمهورية تأسست في 12 فبراير 2020 ومقرها الجزائر العاصمة.
تم إنشاء الهيئة من قبل رئيس الجمهورية عبد المجيد تبون.

## المهام والصلاحيات
وتتمثل صلاحيات ومهام الوكالة الجزائرية للتعاون الدولي من أجل التضامن والتنمية في:
- ترقية العمل الإنساني والتضامن مع دول العالم.
- تطوير التعاون مع المنظمات الدولية للتعاون والتنمية.
- المتابعة التقنية والمالية للمشاريع والتعاون الدولي.
- تكوين الجزائريين في الخارج وتكوين الأجانب في الجزائر.

## الهيكل التنظيمي للوكالة

### مجلس التوجيه
تتكون الوكالة الجزائرية للتعاون الدولي من أجل التضامن والتنمية من مجلس التوجيه والذي يرأسه مدير ديوان رئاسة الجمهورية وتتكون من أعضاء دائمين وهم:
1. وزير الشؤون الخارجية.
2. وزير الداخلية والجماعات المحلية والتهيئة العمرانية.
3. وزير المالية.
4. الأمين العام لوزارة الدفاع الوطني.

## قائمة المدراء
| # | الاسم           | تاريخ البداية  | تاريخ النهاية  | م                 |
| - | --------------- | -------------- | -------------- | ----------------- |
| 1 | محمد شفيق مصباح | 20 أبريل 2020  | 03 نوفمبر 2021 | [ 3 ] [ 4 ] [ 5 ] |
| 2 | بوجمعة دلمي     | 03 نوفمبر 2021 | 16 أفريل 2023  | [ 6 ] [ 7 ]       |
| 3 | عابد حلوز       | 16 أفريل 2023  | في المنصب      | [ 8 ]             |